# Corri Melos!
Corri Melos! (走れメロス?, Hashire Merosu) è un racconto dello scrittore giapponese Osamu Dazai, pubblicato nel 1946. È un grande classico, riconosciuto come uno dei più grandi capolavori della letteratura giapponese. Ampiamente studiato nelle scuole di tutto il paese, è considerato parte integrante della cultura nazionale.
Ambientata nella città di Siracusa, in Sicilia, la storia è una rielaborazione della ballata Die Bürgschaft di Friedrich Schiller, che racconta la storia di Moerus e Selinuntius (che hanno prestato i loro nomi anche ai personaggi dell'opera di Dazai). La versione di Schiller si basa a sua volta su un'antica leggenda greca presente nella raccolta Fabulae ad opera dell'autore romano Gaio Giulio Igino.
Nella storia si evidenziano i valori dell'amicizia, della fiducia verso gli altri e dell'adempimento del dovere.

## Trama
La trama si svolge nell'antica Grecia del IV secolo a.C., nella città di Siracusa. Melos è un giovane contadino ingenuo che ama la giustizia. La sua regione è governata da un paranoico tiranno assetato di sangue, Dionisio. Governato da sentimenti di solitudine e misantropia, il Re ha ucciso chiunque potesse rappresentare una minaccia per il suo potere, compresi i membri della sua stessa famiglia. Un giorno, in viaggio verso Siracusa per acquistare dei doni per il matrimonio della giovane sorella, Melos viene catturato dal racconto di un anziano del luogo, che descrive i crimini commessi dal Re Dionisio. Avvolto dalla rabbia, Melos decide assassinare il tiranno, per riportare la pace e la serenità nella città di Siracusa. Riesce ad infiltrarsi nella sua fortezza armato di coltello, ma viene subito arrestato e condannato a morte. Melos ammette con aria di sfida il suo piano per uccidere il re, ma implora il cinico tiranno di posticipare la sua esecuzione di tre giorni in modo che possa tornare a casa per organizzare il matrimonio della sorella minore che non ha più nessuno al mondo. Se inizialmente il tiranno mette in dubbio la sua parola, successivamente viene raggiunto un accordo: Come garanzia per la sua promessa di tornare, Melos offre in ostaggio il suo migliore amico Selinuntius, da giustiziare in sua vece se Melos non dovesse ritornare a Siracusa in tempo. Il re accetta le condizioni di Melos e gli offre il completo perdono qual ora riesca a tornare entro il tramonto del terzo giorno. L'indignato Melos insiste sul fatto che salvarsi la vita non è sua intenzione. Informato della situazione, Selinuntius accetta prontamente il ruolo per il quale Melos lo ha offerto volontario senza consultarsi. 
Tornato nella sua città natale, Melos convince prima la sua ansiosa sorella e poi il suo titubante fidanzato che c'è un urgente bisogno che si sposino, senza rivelare le sue ragioni. Sulla strada verso Siracusa, inizia una vera e propria corsa contro il sole, è qui che per il protagonista iniziano pagine di grandi lotte contro ostacoli che cercano di convincerlo a non tener fede alla promessa fatta al suo amico, mettendo a dura prova i suoi ideali. Il giovane, nonostante tutto, non si arrende poiché in ballo c'è “qualcosa di molto più grande” della sua stessa vita: tener fede ad una promessa e dimostrare al re che la fiducia esiste. Allo stremo delle sue forze, è sul punto di arrendersi, ma continua a correre per salvare il suo amico. Quando l'ultimo raggio di sole è prossimo a spegnersi, Melos riesce a raggiungere la città, giusto in tempo per salvare il suo migliore amico. Mosso dall'immancabile amicizia dei due giovani, il Re decide di salvare loro la vita.

## Adattamenti

### Teatro
- Il racconto è stato adattato per il teatro dal drammaturgo giapponese Shūji Terayama nel 1972.
- È stato recitato dall'attore Tarō Yamamoto nel 2006 con il titolo Terebi ehon Hashire Merosu.

### Televisione
- Hashire Merosu - dorama di NHK del 1955.
- Amicizia, episodio 49 della serie TV anime giapponese Le più belle favole del mondo (1976-1979).
- Akai tori no kokoro: Nihon meisaku douwa shirīzu Hashire Merosu (anime, TV Asahi 1979).
- Hashire Melos! - film d'animazione giapponese del 1981, diretto da Tomoharu Katsumata.
- Hashire Melos! - film d'animazione giapponese del 1992, diretto da Masaaki Ōsumi.
- Gli episodi 9 e 10 dell'anime Aoi Bungaku hanno preso spunto da questo romanzo.
- Il primo episodio dell'anime Bungō to Alchemist: Shinpan no Haguruma è ispirato a questo romanzo.

## Nella cultura di massa
- L'opera viene citata nella canzone Bōkyaku di Utada Hikaru.
- Viene citato ne L'arte di correre di Haruki Murakami, dove l'autore, raccontando della sua prima maratona in solitaria sotto il sole della Grecia, paragona sé stesso al protagonista di Corri, Melos!.
- Di fronte all'Aomori City Central Civic Center, c'è un monumento letterario chiamato "Monumento dell'amicizia" su cui è inciso un passaggio dell'opera.
- Poiché, in Giappone sono molte le canzoni con il titolo di quest'opera, si è tenuto un festival musicale chiamato "Run Melos Music Festival", che raccoglie tutte quelle canzoni. L'evento si è tenuto a Hirosaki, città legata a Dazai.
- Nella città natale di Osamu Dazai, Kanagi, ora Goshogawara (nella prefettura di Aomori), la Tsugaru Railway ha omaggiato l'opera dandone il nome ad un suo treno a diesel. Quest'ultimo, infatti, si chiama Hashire Merosu.